# Helionycta
Helionycta là một chi bướm đêm thuộc họ Erebidae.